# Janete Clair
Pour les articles homonymes, voir Clair.
Janete Clair est une scénariste brésilienne née le 25 avril 1925 à Conquista dans l'État du Minas Gerais au Brésil, décédée le 16 novembre 1983 à Rio de Janeiro (Brésil).

## Filmographie
- 1964 : O Acusador (série télévisée)
- 1967 : Anastácia, A Mulher Sem Destino (série télévisée)
- 1967 : Paixão Proibida (série télévisée)
- 1968 : Sangue e Areia (série télévisée)
- 1968 : Passo dos Ventos (série télévisée)
- 1969 : Acorrentados (série télévisée)
- 1969 : Rosa Rebelde (série télévisée)
- 1969 : Véu de Noiva (série télévisée)
- 1970 : Irmãos Coragem (série télévisée)
- 1971 : O Homem Que Deve Morrer (série télévisée)
- 1972 : Meu Primeiro Baile (TV)
- 1972 : Selva de Pedra (série télévisée)
- 1973 : O Semideus (série télévisée)
- 1974 : Fogo Sobre Terra (série télévisée)
- 1975 : Bravo! (série télévisée)
- 1975 : Pecado Capital (série télévisée)
- 1976 : Duas Vidas (série télévisée)
- 1977 : O Astro (série télévisée)
- 1979 : Pai Herói (série télévisée)
- 1980 : Coração Alado (série télévisée)
- 1982 : Sétimo Sentido (série télévisée)
- 1983 : Eu Prometo (série télévisée)